# Museo Histórico de Creta
El Museo Histórico de Creta (en griego: Ιστορικό Μουσείο Κρήτης, acrónimo IMK) es un museo dedicado a la historia de Creta que se encuentra en la ciudad de Heraclión, en Grecia.

## Edificio e historia
Tiene su sede en un edificio construido en 1903, según proyecto de K. Tsantirakis para la familia Kalokerinos. El edificio, notable en el exterior, es decorado en el interior con frescos representando escenas de la Ilíada y la Odisea, obra del pintor Antonios Stefanopoulos. El Museo se instaló en ese edificio en 1953, año de su fundación. Se han hecho obras de reforma y ampliación, sucesivamente en los años 70 y 90 del siglo XX. En 2004 se inauguraron unas nuevas salas para exposiciones temporales.
El Museo Histórico de Creta se debe a una iniciativa de la Sociedad cretense de estudios históricos, que además lo gestiona. Sus contenidos abarcan, principalmente, desde el primer período bizantino, en la antigüedad tardía, hasta el siglo XX Tiene también unas salas dedicadas a la etnografía de Creta. La presentación en 2019, constaba de 25 salas, distribuidas entre planta baja y dos pisos.

## Colecciones
Las colecciones principales son:
- Una colección de objetos medievales, bizantinos, venecianos y otomanos (esculturas y pinturas principalmente pero también vestidos, monedas, joyas, trabajos en miniatura, y otros) del siglo XIII al siglo xvi incluyendo dos pequeñas pinturas del Greco, nacido en Creta, una titulada Vista del Monte Sinaí y la otra El bautismo de Cristo (1569).[2]
- Una colección de objetos de las revoluciones cretenses del siglo XIX y del Estado de Creta (1898-1913) incluyendo banderas, escudos, retratos, joyas, grabados, trajes, elementos de uso, mapas y otros, así como documentos y fotografías.
- Colección etnográfica de objetos de la vida diaria típica de Creta (objetos femeninos, bordados, lazos, vestidos, joyas, miniaturas, instrumentos musicales, etc.)
- Sala de Nikos Kazantzakis, el escritor y filósofo griego más importante del siglo XX, objetos del despacho, biblioteca, objetos personales, manuscritos y libros del escritor.
- Salas dedicadas a la Segunda Guerra Mundial, la Batalla de Creta y la ocupación alemana durante la Segunda Guerra Mundial. Incluyen objetos del despacho, biblioteca y personales de Emmanouil Tsouderos, primer ministro de Grecia durante la batalla de Creta.[1]

## Piezas destacadas
Entre los objetos más destacados, aparte de las dos pinturas de El Greco, hay un mural otomano del siglo XVIII titulado La flota turca en el puerto de Handax, una moneda de oro bizantina de comienzos del siglo VII; pendientes romanos del siglo X; retrato de M. Melitakas, jefe de Milopótamos a la revolución de 1821-1830; un busto de Cristo de estilo gótico del siglo XIII; un icono del siglo XV (Cristo Pantocrator entronizado); un icono de Cristo hecha por Emmanuel Tzanes en 1675; un icono de Cristo y San Jorge del siglo XVII; una colección de monedas de oro y cobre de varios periodos romanos; y una colección de cerámicas medievales.